# Автосканер
Автосканер - прилад для комп'ютерної діагностики основних систем сучасного автомобіля.

## Принцип дії
Автосканер є стаціонарний або переносний комп'ютер, що підключається кабелем до діагностичного роз'єму автомобіля. Інтерфейс підключення в переважній більшості випадків - послідовний, RS-232. Автосканер підключається до шини обміну даними (CAN, Controller Area Network) між блоками автомобіля, що дозволяє отримувати вичерпну інформацію про його стан, вимірювати характеристики, прочитувати свідчення з датчиків. Для цього сканер оснащується спеціальною програмою, як правило, містить у собі великі бази даних параметрів по автомобілям. Характерною особливістю діагностики за допомогою комп'ютерного автосканера є те, що вона дозволяє оцінювати стан вузлів комплексно, тобто, з урахуванням взаємного впливу несправностей один на одного, що неможливо при традиційній ручний по одному, досліджуваного в даний момент, параметру.

## Обмеження в застосуванні
Незважаючи на те, що автосканер здатний в деяких випадках, оцінювати стан вузлів, не оснащених безпосередньо, датчиками, за непрямими параметрами, автосканер не здатний, наприклад, виявити інформацію, що з'явилася тріщину в важелі підвіски або недоліки заводського литва головки циліндрів.
В якості такого непрямого аналізу, можна привести приклад визначення падіння компресії в одному з циліндрів багатоциліндрового ДВС, щодо зниження споживаного електричного струму стартером в момент провороту поршня в цьому циліндрі в верхню мертву точку, що визначається одночасним аналізом показань датчика положення коленвала і падіння напруги на шунт амперметра . Однак, оскільки компресія міряється безпосередньо, причиною подібного зниження зрідка може бути і щось інше.

## Основні заміряти і контрольовані параметри
Найбільш повний, але не вичерпний, список контрольованих параметрів топових моделей Автосканер, включає в себе:
Параметри вузлів
- Автомобільний акумулятор.
- Антиблокувальна система гальм.
- Аудіо система.
- Газорозрядна лампа.
- Автомобільний генератор.
- Гідропідсилювач керма.
- Датчик кута повороту рульового колеса.
- Двері.
- Двигун.
- Дзеркала.
- Іммобілайзер.
- Клімат контроль.
- Колеса.
- Кондиціонер.
- Круїз контроль.
- Кузов.
- GPS навігація.
- Парктронік.
- Пневматична підвіска.
- Подушки безпеки.
- Приладова панель.
- Привід.
- Радіо.
- Гальмо стоянки.
- Салон.
- Сидіння.
- Телевізор.
- Гальмівна система.
- Трансмісія.
- Тяги.
- Центральний замок.

## Популярні автосканером діагностики на ринку СНД
- VAG COM 409 (K-line)
- ELM327
- OP-COM
- Launch x431
- Сканматик (програми діагностики для Сканматик 2[1])
- Вася Диагност
- Autocom CDP / Delphi ds150 (китайська версія)
- BMW ICOM
- Mercedes Star Diagnosis
- Ford Mazda VCM 2
- GM MDI
- KIA Hyundai GDS.

## Проблема сумісності. DLC (data-link connector)
Роз'єм 16-ти контактний роз'єм DLC, «мама».
Існує проблема сумісності при підключенні автосканера до різних моделей різних автовиробників. Вона вирішується наборами перехідників, що досягають декількох десятків типорозмірів. В даний час існує тенденція переходу на стандартизований 16-контактний дворядний «американський» роз'єм типу EOBD.